# بید علفی مردابی
بید علفی مردابی، علف خر مردابی (نام علمی: Epilobium palustre) نام یک گونه (زیست‌شناسی) از سرده بید علفی است.